# مس(I) یدید
یدید مس (I) (به انگلیسی: Copper(I) iodide) با فرمول شیمیایی CuI یک ترکیب شیمیایی است. که جرم مولی آن ۱۹۰٫۴۵ g/mol می‌باشد. شکل ظاهری این ترکیب، پودر سفید است.